# Кантильо, Хосе Пабло
Хосе Пабло Кантильо (англ. Jose Pablo Cantillo; род. 30 марта 1979 года) — американский актёр. Получил наибольшую известность за исполнение роли Эктора Саласара в сериале канала FX «Сыны анархии» и роли Сесара Мартинеса в сериале канала AMC «Ходячие мертвецы».

## Ранняя жизнь
Хосе Пабло Кантильо (в школе известный как «Джои») вырос в Терре-Хоте, Индиане. Он закончил «Terre Haute South Vigo High School», где был выдающимся теннисистом все четыре года, руководя командами «Terre Haute South Brave» до окончания командой «State Runner-Up» в 1996 году. А также закончил Индианский университет в 2002 году.

## Карьера
Кантильо решил выбрать актёрскую карьеру в Нью-Йорке после участия в нескольких тренировочных драмах. В конце 2003 года он переехал в Калифорнию, где он, его жена Кристи и их семилетняя дочь жили в Санта-Кларите, в городе, «который напоминал нам Терре-Хот».
После постановок на Офф-Бродвее в Нью-Йорке Кантильо появлялся в качестве приглашённого гостя в популярных телесериалах с раннего 2000 года по настоящее время. В настоящее время у Кантильо есть периодическая роль Сесара Мартинеса в сериале «Ходячие мертвецы».

## Личная жизнь
Пабло с женой Кристи и их 7-летней дочерью живут в Санта-Кларите.

## Фильмография
| Год  | Название                        | Оригинальное название    | Роль                 | Примечания      |
| ---- | ------------------------------- | ------------------------ | -------------------- | --------------- |
| 2004 | Маньчжурский кандидат           | The Manchurian Candidate | Вильялобос           |                 |
| 2006 | Адреналин                       | Crank                    | Рикки Верона         |                 |
| 2007 | Чистильщик                      | Cleaner                  | Мигель               |                 |
| 2007 | Паранойя                        | Disturbia                | офицер Гутьеррес     |                 |
| 2007 | После секса                     | After Sex                | Марко                |                 |
| 2008 | Красный пояс                    | Redbelt                  | Сноуфлейк            |                 |
| 2009 | Адреналин 2: Высокое напряжение | Crank: High Voltage      | Рикки Верона         |                 |
| 2009 | Виртуальность                   | Virtuality               | Мэнни Родригес       | телефильм       |
| 2009 | Улицы крови                     | Streets of Blood         | детектив Пепе Васкес | Direct-to-video |
| 2013 | Элизиум — рай не на Земле       | Elysium                  | Сандро               |                 |
| 2015 | Экстрасенсы                     | Solace                   | Сойер                |                 |
| 2015 | Робот по имени Чаппи            | Chappie                  | Америка              |                 |
| 2015 | Война                           | Man Down                 | 2-й лейтенант Тейлор |                 |
| 2021 | По наклонной                    | Cherry                   | сержант Деко         |                 |
| 2021 | Хороший, плохой, коп            | Copshop                  | офицер Пенья         |                 |
| 2022 | Скорая                          | Ambulance                | Хесус                |                 |

### Телевидение
| Год         | Название                              | Оригинальное название             | Роль                     | Примечания |
| ----------- | ------------------------------------- | --------------------------------- | ------------------------ | --- |
| 2003        | Закон и порядок: Преступное намерение | Law & Order: Criminal Intent      | Джек Мартинес            | 1 эпизод |
| 2003        | Закон и порядок: Специальный корпус   | Law & Order: Special Victims Unit | Вильберто «Вилли» Анхель | 1 эпизод |
| 2004        | Скорая помощь                         | ER                                | Хуан Энрикес             | 1 эпизод |
| 2005        | C.S.I.: Место преступления Майами     | CSI: Miami                        | Хуан Фернандес           | 1 эпизод |
| 2005        | Расследование Джордан                 | Crossing Jordan                   | Дэнни Артега             | 1 эпизод |
| 2005        | Части тела                            | Nip/Tuck                          | Марлон Рамирес           | 1 эпизод |
| 2006        | Кости                                 | Bones                             | Хосе Варгас              | 1 эпизод |
| 2007        | Отряд «Антитеррор»                    | The Unit                          | Рок                      | 1 эпизод |
| 2008        | C.S.I.: Место преступления            | CSI: Crime Scene Investigation    | офицер Гальвес           | 1 эпизод |
| 2008        | Детектив Монк                         | Monk                              | Карлос                   | 1 эпизод |
| 2008        | Щит                                   | The Shield                        | Амандо Риос              | 2 эпизода: «Genocide» (7 сезон, эпизод 4) «Animal Control» (7 сезон, эпизод 6) |
| 2009        | Ищейка                                | The Closer                        | Энрике Сантос            | 1 эпизод |
| 2009        | Обмани меня                           | Lie to Me                         | Амадео Валадес           | 1 эпизод |
| 2010        | Сыны анархии                          | Sons of Anarchy                   | Эктор Саласар            | Периодическая роль, 9 эпизодов: «Oiled» (3 сезон: эпизод 2) «Turning and Turning» (3 сезон: эпизод 5) «The Push» (3 сезон: эпизод 6) «Widening Gyre» (3 сезон: эпизод 7) «Lochan Mor» (3 сезон: эпизод 8) «Turas» (3 сезон: эпизод 9) «Fírinne» (3 сезон: эпизод 10) «Bainne» (3 сезон: эпизод 11) «June Wedding» (3 сезон: эпизод 12) |
| 2010        | Одинокая звезда                       | Lone Star                         | Мэтт                     | 1 эпизод |
| 2011        | Закон и порядок: Лос-Анджелес         | Law & Order: LA                   | Сесар Варгас             | 1 эпизод |
| 2012        | Река                                  | The River                         | Мэнни Сентено            | 2 эпизода: «Peaches» (1 сезон: эпизод 5) «Doctor Emmett Cole» (1 сезон: эпизод 6) |
| 2012 — 2013 | Ходячие мертвецы                      | The Walking Dead                  | Сесар Мартинес           | 3 сезон — 7 эпизод 4 сезона (периодическая роль; 11 эпизодов) |
| 2014        | Константин                            | Constantine                       | Уго Лопес                | 2 эпизода: «The Saint of Last Resorts: Part 1» (1 сезон: 8 эпизод) «The Saint of Last Resorts: Part 2» (1 сезон: 9 эпизод) |
| 2017        | Заложница                             | Taken                             | Берни Харрис             | Основной состав |